# Mihai Eminescu Elméleti Líceum
A kolozsvári Mihai Eminescu Elméleti Líceum a város egyik oktatási intézménye, a Külső Magyar utcában (Victoriei, Mareșal Foch, Armata Roșie, B-dul 21 Decembrie 1989) található. 

## Története
Az intézményt 1896-ban alapították. Eredetileg állami magyar leányiskolaként indult, négy elemi osztállyal és 406 tanulóval. Ekkor még a Farkas utcában, a Emil Racoviță Főgimnázium jelenlegi épületében működött. 1918-ban az iskolát a román állam vette át és továbbra is elemi leányiskola maradt 1923-ig, nyolcosztályos iskolává alakult. Az 1926-os tanévtől az iskola átköltözött a Sétatér melletti felső leányiskola épületébe (jelenleg a Babeș–Bolyai Tudományegyetem kémiai kara). 
Az intézmény 1929 szeptemberében került a jelenlegi épületbe, amelyet a szülői bizottság pénzéből és az Albina bank hiteléből építettek; utóbb a Tanügyminisztérium megvásárolta az épületet. Miután I. Ferdinánd román király lánya, Ilona hercegnő meglátogatta az iskolát, az esemény emlékére 1929-1940 között az intézmény neve Pricipesa Ileana lett. 1930 nyarán emeletet húztak az épületre‚ így a tantermek száma ötről hétre emelkedett, ekkor épült a tornaterem is. 1932-ben az udvari szárny is emelettel bővült, majd 1936-ban a szomszédos telken folytatták az építkezést. A tanulók egyharmada a nemzeti kisebbségek köréből került ki.
A második bécsi döntést követően az épületben a római katolikus hittudományi főiskola kapott helyet; ebben az időszakban építették a kápolnát. 
1948-ban az államosítást követően tíz, majd tizenegy osztályos középiskolává alakult. 1958-ban a középiskolát Mihai Eminescuról nevezték el. 1973-1989 között visszaminősítették általános iskolának, majd 1990-ben kétnyelvű (francia–román) líceummá vált. 1999-ben kétnyelvű spanyol–román tagozat is indult, 2000-ben pedig létrehozták a portugál–román tagozatot. 